# Melchior Khlesl
Melchior Khlesl (Vienna, 19 febbraio 1552 – Wiener Neustadt, 18 settembre 1630) è stato un cardinale e vescovo cattolico austriaco.

## Biografia
Indicato talvolta anche con le varianti di Klesl o Cleslius, Melchior Khlesl era figlio di Melchior Khlesl, panettiere, e di sua moglie Margaretha. Venne educato nella confessione protestante, ma si convertì con tutta la famiglia al cattolicesimo per influenza del gesuita Georg Scherer nel 1573. Frequentò l'Università di Vienna (1570-1574), passando quindi al Collegio dei Gesuiti di Vienna nel 1573 dove studiò filosofia e teologia. Successivamente passò all'Università di Ingolstadt, dove ottenne il dottorato in filosofia (29 maggio 1579) e quello di teologia (6 giugno 1579). Il 30 agosto 1579 divenne sacerdote con la prerogativa già acquisita di canonico della Cattedrale di Breslavia, ricevendo poco dopo l'incarico di prevosto del Duomo di Santo Stefano di Vienna.
Khlesl divenne noto per le proprie abilità, grazie anche all'influenza che godeva negli ambienti ecclesiastici austriaci. Egli divenne quindi vicario generale della diocesi di Passavia. Successivamente, divenne cancelliere dell'imperatore Mattia I al quale consigliò un atteggiamento conciliatore con i protestanti, rimanendo comunque uno dei principali capisaldi della controriforma in Austria.
Nel 1588 divenne amministratore apostolico di Wiener Neustadt e nel 1598 divenne anche vescovo di Vienna, assurgendo alla dignità di cardinale nel 1616 (pur essendo stato nominato in pectore già dal 1615). La sua sempre crescente influenza anche alla corte romana e la presenza dei due più importanti vescovati austriaci nelle sue mani, spinsero molti a giudicare il suo operato come non completamente trasparente agli occhi del governo imperiale e gli arciduchi Ferdinando e Massimiliano, di comune accordo con il vescovo di Bressanone, lo fecero arrestare il 20 giugno 1618, pur non revocando mai formalmente i suoi titoli episcopali. Dopo aver trascorso del tempo al castello di Ambras (in Tirolo) ed al castello di Innsbruck, nel 1619 si trasferì all'abbazia di St. Georgenberg-Fiecht, sotto la protezione del nunzio apostolico in Austria, Fabrizio Verospi. Il 21 ottobre 1622 Khlesl venne trasferito a Roma a Castel Sant'Angelo e solo quando la sua innocenza venne chiarita definitivamente poté ricevere l'attesa porpora con il titolo cardinalizio di San Silvestro in Capite. Nel 1627 poté anche riprendere il proprio incarico a Vienna e a Wiener Neustadt, su pressione del pontefice al governo austriaco.

## Genealogia episcopale e successione apostolica
La genealogia episcopale è:
- Cardinale Scipione Rebiba
- Cardinale Giulio Antonio Santori
- Vescovo Placido della Marra
- Cardinale Melchior Khlesl

La successione apostolica è:
- Cardinale Péter Pázmány, S.I. (1617)
- Arcivescovo Livio Lilio (1625)
- Vescovo Vincenzo Martinelli, O.P. (1625)
- Cardinale Giovanni Battista Maria Pallotta (1628)